# گایتانینووو
گایتانینووو (به بلغاری: Gaytaninovo) یک منطقهٔ مسکونی در بلغارستان است که در شهرستان هاجیدیموفو واقع شده‌است.